# João Caboré
João Caboré, ou Kawiré Imàn (faleceu em 13 de novembro de 1901) foi um cacique, líder comunitário, chefe supremo dos Guajajara e líder político maranhense.

## Biografia
Nasceu na região da atual terra indígena Canabrava, no Maranhão, nas grandes matas da serra Branca. Quando ainda criança, foi recolhido por uma das mais distintas e honradas famílias da Barra do Corda, que atendiam por sobrenome Rodrigues. Menino ainda, demonstrava talento e astúcia. Kawiré Imàn (conhecido pelos missionários e pelos regionais como João Caboré) possuía um nome em português, João Manuel Pereira da Silva.
Aos doze anos, encontrando-se com alguns de sua tribo que passavam por Barra do Corda, juntou-se a eles, e sem fazer o menor gesto de adeus aos benfeitores de sua infância, fugiu de casa. Atilado em pessoa, pele cor de cobre, olhos acesos, ardentes, cabelos negros, longos, ondulados, logo se tornou ídolo da sua tribo guajajara. Sua paixão eram as grandes caçadas. Arco e flecha, seus contínuos companheiros. Não havia perigo que não enfrentasse. Num recontro com uma onça perdeu um olho, mas, como vencedor, a perda lhe valeu um perpétuo troféu.
Kawiré Imàn ocupa um lugar de destaque entre o povo Tentehar/Guajajara. Foi nomeado chefe supremo dos Guajajara pelo próprio governador do Maranhão na época. O governador João Gualberto Torreão da Costa teria visitado a aldeia após o cacique ter sofrido violência por parte dos frades, demonstrando apoio aos indígenas. Kawiré Imàn havia sido preso por bigamia, passando uma noite pendurado de cabeça para baixo e mais quatro semanas acorrentado.
Caiuré recebeu esse título do governador que também lhe deu armas: espingardas, rifles e munições de pólvora, chumbo e espoleta, inclusive uma pequena máquina de fazer balas e cartuchos, além de tesouras, facas, canivetes, facões e serrotes pequenos; ele recebeu também alguma ferramenta de lavoura, roupas feitas e outras cousas do agrado dos índios.
Essa visita ao govenador foi realizada após Caiuré ter sofrido violências por parte dos frades capuchinhos que desde 1896 dirigiam a Missão do Alto Alegre, (Colônia São José da Provincia do Alto Alegre) situada em terras Tenethar. O objetivo da visita era relatar os maus tratos sofridos e pedir apoio do governo.
Mas seu reconhecimento como grande liderança deve-se, especialmente, ao seu protagonismo na revolta que foi divulgada pelos brancos como “Massacre do Alto Alegre”, e pelos Tentehar/ Guajajara como “tempo do Alto Alegre”. O conflito do Alto Alegre costuma ser designado como a ocorrência mais violenta nas relações entre Tentehar e brancos na região.

## Massacre do Alto Alegre
Em sua ausência, a esposa de Caboré foi ter com os missionários pedindo que afastassem de Alto Alegre uma senhora que se dizia conviver com o Caboré. Verificada a verdade do que se dizia, os missionários acataram seu pedido. Retornado o Caboré, e informado do acontecido, fingiu aprovar tudo, dizendo que como cristão e católico não lhe eram permitidas mais mulheres, e agradeceu aos padres missionários terem-no afastado daquela ocasião de pecado.
Após três dias, ele abandona a colônia para viver com sua concubina. Padre Vittore, usando do poder que as autoridades civis tinham, pode-se dizer, concedido aos missionários, ordenou que o trouxessem preso. O Caboré foi preso quando estava sozinho nas vizinhanças da aldeia de Canabrava, para onde havia se retirado com sua combubina Luisa, e ali passou quatro semanas acorrentado e sofrendo torturas.
Jurou vingança e em 13 de março de 1901, o município de Barra do Corda foi palco de um evento que ficou conhecido como “Massacre” de Alto Alegre. De acordo com números oficiais divulgados pela imprensa da época, cerca de duzentos missionários religiosos (eclesiásticos e leigos) foram assassinados por índios Tenetehara-Guajajara em um aldeamento religioso.